# Nunnally Johnson
Nunnally Johnson (Columbus, Geòrgia, 5 de desembre de 1897 − Hollywood, Califòrnia, 25 març de 1977) va ser un novel·lista, guionista, productor i director de cinema estatunidenc.

## Biografia[1]
Comença una carrera literària signant a partir de 1923 un gran nombre de novel·les, algunes de les pertanyen al gènere policíac i a la comèdia romàntica, per a diverses revistes sobretot Smart Set i The Saturday Evening Post. El 1933, posa fi a l'escriptura de novel·les quan és cridat a Hollywood on serà guionista. El seu treball és coronat, ja que recull dos nomenaments als Oscars per als seus guions adaptats per a El raïm de la ira (1940), pel·lícula de John Ford, a partir de la novel·la homònima de John Steinbeck, i per a Holy Matrimony (1943), pel·lícula de John Stahl, segons la novel·la Buried Alive  d'Arnold Bennett.
Johnson es converteix en productor el 1935 i passa darrere la càmera en els anys 1950, tot continuant la seva activitat de guionista. Com a realitzador, és sobretot conegut per a tres pel·lícules: Black Widow (1954), amb Ginger Rogers, Van Heflin i Gene Tierney, segons la novel·la homònima de Patrick Quentin; The Man in the Gray Flannel Suit (1956), amb Gregory Peck, Jennifer Jones i Fredric March; i The Three Faces of Eve (1957), amb Joanne Woodward, Lee J. Cobb i David Wayne, pel·lícula que li val l'Oscar al millor actor a Woodward en la 30a cerimònia dels Oscars el 1958.
Nunnally Johnson va tenir tres esposes: Marion Byrnes, Alice Mason i Dorris Bowdon. Amb aquesta última, ha tingut tres fills, entre els quals Marjorie Fowler. És l'avi de Jack Johnson i el sogre de Gene Fowler, Jr..

## Obra

### Novel·les
| - Ashes to Ashes (1923) - Scarehead (1923) - I Owe It All to My Wife (1923) - Doing Right by Nell (1923) - The Ad Section (1924) - The Happy Ending (1924) - Twins (1924) - The Rollicking God (1924) - A Scream in the Dark (1925) - The Hero (1925) - Lovelorn (1925) - The Hearse Horse (1925) - The Laughing Death (1925) - The Death of an Infinitive Splitter (1925) - The Love of a Moron (1926) - His Name in the Papers (1926) - Fame Is a Bubble (1926) - Rough-House Rosie (1926) - It Probably Never Happened (1926) - A Portrait of the Guió (1926) - Straight from Nova York (1926) - A Lady of Broadway (1927) - A Good Little Man (1927) - An Artist Has His Pride (1927) - The Betting Bookworm (1928) - The Anti-Nova York (1928) - Comedy (1928) - Young Poison (1928) - The Driving Afflatus (1928) - The Actor (1928) - The Private Life of the Dixie Flash (1928) - Nova York - My Mammy! (1928) - The World's Shortest Love Affair (1928) - Good Old Uncle Homer (1928) - Simple Honors (1928) - A Pain in the Neck (1929) - Not If You Gave It to Me! (1929) | - The Pagliacci Blues (1929) - Mlle. Irene the Great (1929) - One Meets Such Interesting People (1929) - A Victim of the War (1929) - Away from It All (1930) - The Burglar's Bride (1930) - The Shocking Case of Gregory Elwood (1930) - Those Old Pals of Hers (1930) - Twenty Horses (1930) - There Ought to Be a Law (1930) - It's In the Blood (1930) - Women Have No Sense of Humor (1930) - A Woman at the Wheel (1930) - The Lowest Form of Humor (1931) - Dixie Belle (1931) - The Woman's Touch (1931) - Nightmare (1931) - The Lion in the Bronx (1931) - Author! Author! (1931) - Gregory Smashes His Inferiority Complex (1931) - The Submachine-Gun School of Literature (1931) - Pillar of Strength (1931) - Josie (1931) - No Hits, No Runs, One Error (1931) - It's the Old Calorie Game (1932) - The Floyd Gibbons Influence (1932) - The Man Who Made a Speech (1932) - Krazy (1932) - Blood from the Moon (1932) - Once a Sucker (1933) - Holy Matrimony (1933) - The Wizard (1933) - The Twelfth Baronet (1933) - Lulabel the Lulu (1933) - He Knows Better Now (1937) - Clothes Make the Man (1939) |

### Filmografia[3]

#### Guionista
| - 1933: A Bedtime Story - 1934: Moulin rouge - 1934: The House of Rothschild - 1934: Bulldog Drummond Strikes Back - 1934: Kid Milions - 1935: Cardinal Richelieu - 1935: Baby Face Harrington - 1935: Thanks a Million - 1935: The Man Who Broke the Bank at Monte Carlo - 1936: The Prisoner of Shark Island - 1936: The Road to Glory - 1936: Banjo on My Knee - 1939: Wife, Husband and Friend - 1939: Rose of Washington Square - 1939: Jesse James - 1940: El raïm de la ira (The Grapes of Wrath) - 1940: I Was an Adventuress - 1940: Chad Hanna - 1941: Tobacco Road - 1942: Roxie Hart - 1942: Moontide - 1942: The Pied Piper - 1942: Life Begins at Eight-Thirty - 1943: The Moon Is Down - 1943: Holy Matrimony - 1944: Casanova Brown - 1944: The Keys of the Kingdom - 1945: The Woman in the Window - 1945: The Southerner - 1945: El cavaller de l'oest (Along Came Jones) | - 1946: The Dark Mirror - 1948: Mr. Peabody and the Mermaid - 1949: Everybody Does It - 1950: Three came honte - 1950: The Gunfighter - 1950: The Mudlark - 1951: The Long Dark Hall - 1951: The Desert Fox: The Story of Rommel - 1952: Phone call from a stranger - 1952: We're Not Married! - 1952: O. Henry's Full House - 1952: My Cousine Rachel - 1953: How to Marry a Millionaire - 1954: Night People - 1954: Testimoni d'un assassinat (Witness to Murder) - 1954: Black Widow - 1955: How to Be Very, Very Popular - 1956: The Man in the Gray Flannel Suit - 1957: Oh, Men! Oh, Women! - 1957: The Three Faces of Eve - 1959: The Man Who Understood Women - 1960: The Angel Wore Red - 1960: Flaming Star - 1962: Something's Got to Give - 1962: Mr. Hobbs Takes a Vacation - 1963: Take Her, She's Mine - 1964: The World of Henry Orient - 1965: Dear Brigitte - 1967: Els dotze del patíbul (The Dirty Dozen) |

#### Productor
| - 1935: Cardinal Richelieu - 1935: The Man Who Broke the Bank at Monte Carlo - 1936: The Prisoner of Shark Island - 1936: The Country Doctor - 1936: The Road to Glory (productor associat) - 1936: Dimples - 1936: Banjo on My Knee - 1937: Nancy Steele Is Missing! - 1937: Café Metropole - 1937: Slave Ship - 1937: Love Under Fire - 1939: Jesse James - 1939: Wife, Husband and Friend - 1939: Rose of Washington Square - 1940: The Grapes of Wrath - 1940: I Was an Adventuress - 1940: Chad Hanna - 1942: Roxie Hart - 1942: The Pied Piper - 1942: Life Begins at Eight-Thirty - 1943: The Moon Is Down | - 1943: Holy Matrimony - 1944: Casanova Brown - 1945: The Woman in the Window - 1946: The Dark Mirror - 1947: The Senador Was Indiscreet - 1948: Mr. Peabody and the Mermaid - 1949: Everybody Does It - 1950: Three Came Home - 1950: The Gunfighter - 1950: The Mudlark - 1951: The Desert Fox: The Story of Rommel - 1952: Phone call from a stranger - 1952: We're Not Married! - 1952: My Cousine Rachel - 1953: How to Marry a Millionaire - 1954: Night People - 1954: Black Widow - 1955: How to Be Very, Very Popular - 1957: Oh, Men! Oh, Women! - 1957: The Three Faces of Eve - 1959: The Man Who Understood Women |

#### Director
- 1954: Night People
- 1954: Black Widow
- 1955: How to Be Very, Very Popular
- 1956: The Man in the Gray Flannel Suit
- 1957: Oh, Men! Oh, Women!
- 1957: The Three Faces of Eve
- 1959: The Man Who Understood Women
- 1960: The Angel Wore Red

## Premis i nominacions

### Nominacions
- 1941: Oscar al millor guió adaptat per El raïm de la ira
- 1944: Oscar al millor guió adaptat per Holy Matrimony
- 1956: Palma d'Or per The Man in the Gray Flannel Suit